# Гах
Гах (азерб. Qax, ранее в советских русскоязычных источниках — Кахи), — город, административный центр Гахского района Азербайджана. Расположен у подножия южного склона Большого Кавказа, на реке Курмухчай.

## История

### Ранний период
Гахский регион Азербайджана имеет давнюю историю. Согласно археологическим раскопкам, этот район был заселён в эпоху энеолита, бронзы и раннего железа. Ранние жители в основном занимались оседлым культивированием, животноводством и искусством. По мнению историков, территория Гаха в VII веке была частью скифского царства.
Первоначально территория современного Гаха была провинцией Кавказской Албании. 

### Средние века
После этого регион был отдельным царством Кахетии в рамках культурного и политического влияния Грузии. В средневековую эпоху регион в основном, контролировался королевством Грузии и Ширваном.
С распространением христианства во всем регионе во время существования Кавказской Албании в районе Гах были построены некоторые христианские храмы. В VIII веке Гах попал под власть арабов. Начиная с XI века в этом районе проживали первые огузские тюрки и позднее цикчанцы. Регион был включен в Империю Великого Сельджука. 
Позже Гах был частью государств Атабеков и Ширваншахов. С нашествием Хулагидов в Азербайджан в XIII веке этот регион населяли татаро-монгольские кочевые племена. 

### Новое время
В 1562 году по приказу Сефевид-шаха Тахмасиба I в Гахе был основан Илисуйский султанат. 
В XVIII веке Илисуйский султанат стал настолько могущественным, что Османский Император присвоил своему правителю Али Султану Бэй наивысший титул Паши, признав его беглярбеком Шеки.

### В составе Российской империи
В 1803 году Илисуйский султанат был присоединён к Российской империи. В 1844 году из-за разногласий с политикой России правитель султаната Даниял-бек вдохновил народ подняться против российского правления. Даниял потерпел поражение возле деревни Илису, но продолжил борьбу вместе с Шамилем. Русские сожгли Илису, разделили территорию султаната на магалы и присоединили их к Джаро-Белокану, превратив его в колонию царской России. 
В период между 1860 и 1917 годами Гах являлся частью Закатальского округа Тифлисской губернии.

### Дальнейшая история
Между 1917 и 1918 годами он был частью Закавказской Демократической Федеративной Республики. С провозглашением независимости Азербайджанской Демократической Республики в мае 1918 года Гах был сохранен внутри Азербайджана.
В период советской власти в 1930 году был основан Гахский район Азербайджанской ССР.
В 1955 году селение Гах получило статус посёлка городского типа, в 1967 году — статус города.

## География и климат
Город расположен на высоте 500 метров выше уровня моря на берегу реки Курмухчай.
Гахская область расположена на южном склоне Главного Кавказского хребта (Авей, д. 3481 м, Гарагая, 3465 м.), в Ганых-Эйричайской долине и Аджиноурской низменности. Аджиноурская низменность разделена на хребты Дашуза и Ходжасан и Аджиноурскую равнину. 
На поверхности появляются юрские, неогенные и антропогенные отложения. Важными природными ресурсами являются кварц, строительные материалы. В Аджиноуре климат полусухой и сухой пустынный. Мягкий и теплый климат господствует в долине Ганых-Эйричай.
В горах осадки равномерно распределены. Во всех сезонах идут обильные ливни . В горах преобладает климат горной тундры. 
В горных лесах обитают медведь, горный козёл, волк, степной кот, кабан, шакал.
Средняя температура января составляет от + 2 °C до -10 °C, июля — + 25 °C на низменностях и + 10 °C в горах. Среднегодовое количество осадков колеблется от 500 до 1600 мм.
Расстояние между Баку и Гахом — 345 км. 

## Население
Согласно результатам Азербайджанской сельскохозяйственной переписи 1921 года в селе Ках-Мугал проживало 1044 жителей, преобладающее население состояло из азербайджанцев, указанных в источнике мугалами.
На 2019 год в городе проживало 13 793 чел.
На 1 января 2024 года население составило 14 656 человек. Из них 6 795 мужчин (46,4 %), 7 861 женщина (53,6 %).

## Экономика
Город относится к Шеки-Загатальскому экономическому району.
В городе расположены предприятия пищевой промышленности.
Действует станция племенного шелководства, на которой созданы плантации шелковицы. С 2019 по 2025 год из Китая импортировано 4,5 миллиона саженцев. В 2019 году 3 гектарах высажено 30 тысяч саженцев. На май 2025 года выращиваются сорта «Гах-1» и «Гах-2».

## Достопримечательности
В районе обнаружено несколько поселений и курганов (энеолит, железо, бронзовый век). Храм Альбана V-VI веков, мечеть XVII века в Историко-культурном заповеднике Илису. Крепость «Джинли» IX-XIV веков в округе; Храмовый комплекс XII-XIII веков; «Замок Пяри» XV-XVI веков; Храм XVI века, Замковые ворота и стены; XVI-XVII вв. Мечеть Хаджи Тапдык.
- Джинли гала – крепость на левом берегу реки Курмухчай в деревне Илису. Крепость была построена в VII-IX веках с целью обороны. Были сооружены специальные бойницы для поражения врага стрелковым оружием.
- Сумуг-кала – построена в деревне Илису с оборонительной целью в VII–IX веках. Башня состоит из четырех этажей. Стены построены из камня. Башня четырехугольной формы и сужается в самом верху.
- Мост Улу – построен в месте сужения реки Кюмрюк. Мост сохранился до наших дней и служит народу.
- Крепость Гасан хана – относится к XIX веку. Находится у деревни Гахбаш, на правом берегу реки Кюмрюк. При строительстве башни использовался речной камень и известковый раствор. Крепость состоит из башен и крепостных стен, имела оборонительный характер.
- Галача (крепость Шамиля) – замок входит в число памятников, охраняемых государством. Расположен на Йезлидаге, рядом с деревней Илису. Имеет округлую форму.
- Мавзолей Гаджи Тапдыг и Шейх Юнис Имрэ – построен в лесах деревни Онджанлы на могилах выдающихся личностей Гаджи Тапдыга и Шейха Юнис Имрэ. Это место было прозвано местными жителями “Огуз”.

Другие достопримечательности:
- Кафедра Некресской и Геретской епархии Грузинской Православной Церкви.

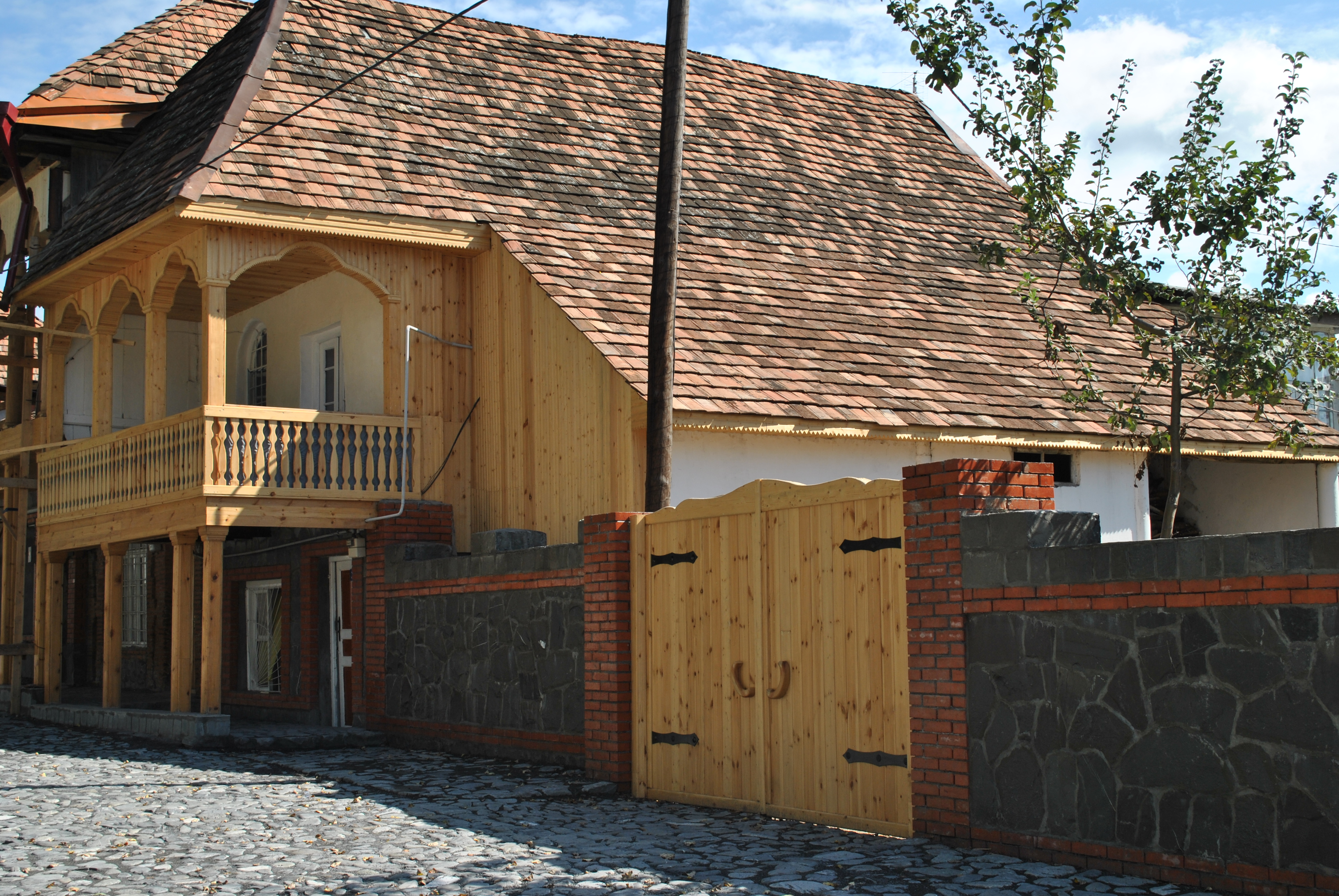
Квартал старинной застройки Ичери-базар с домами XVIII—XIX вв.[19]  - Ичери Базар
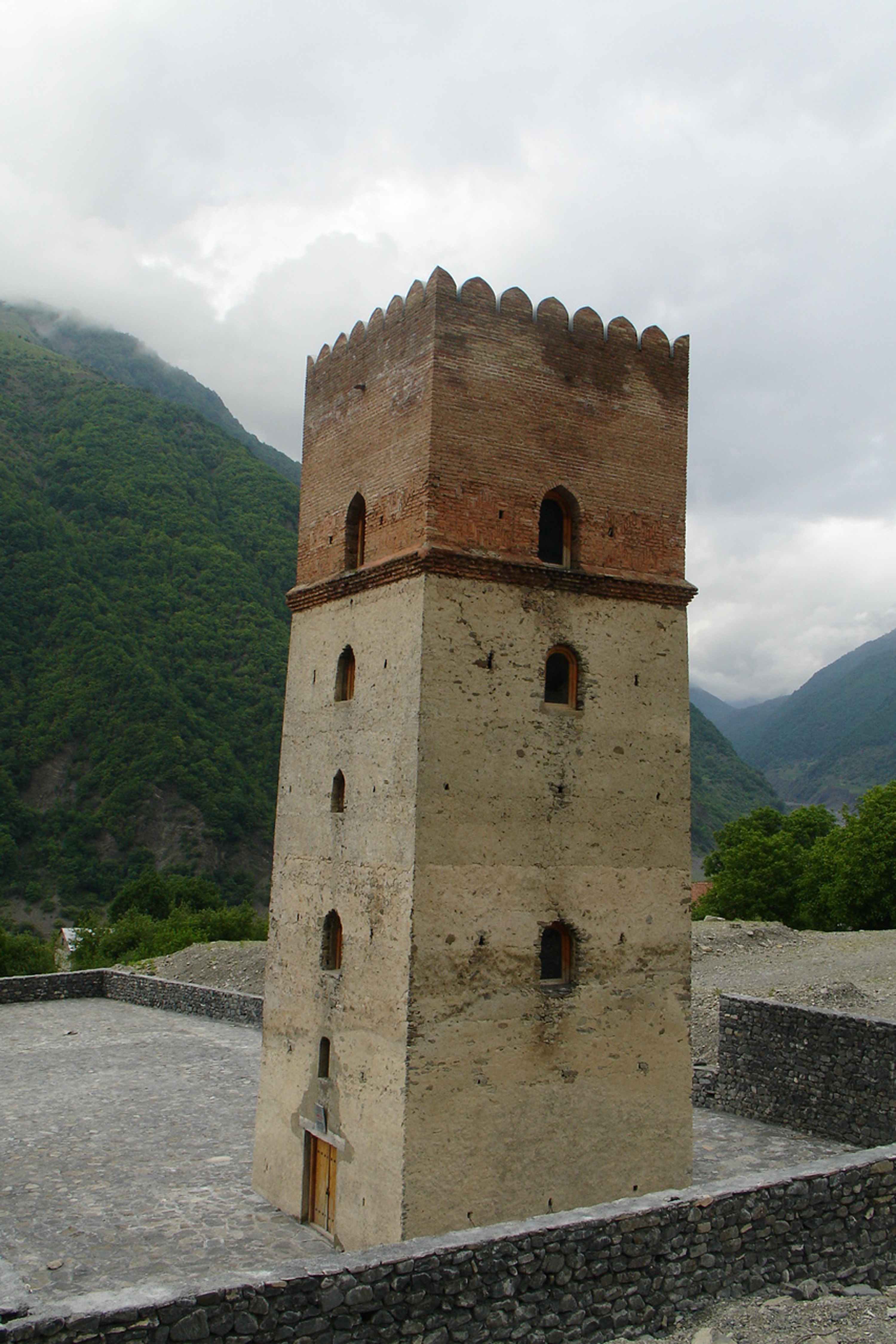
Сумугала
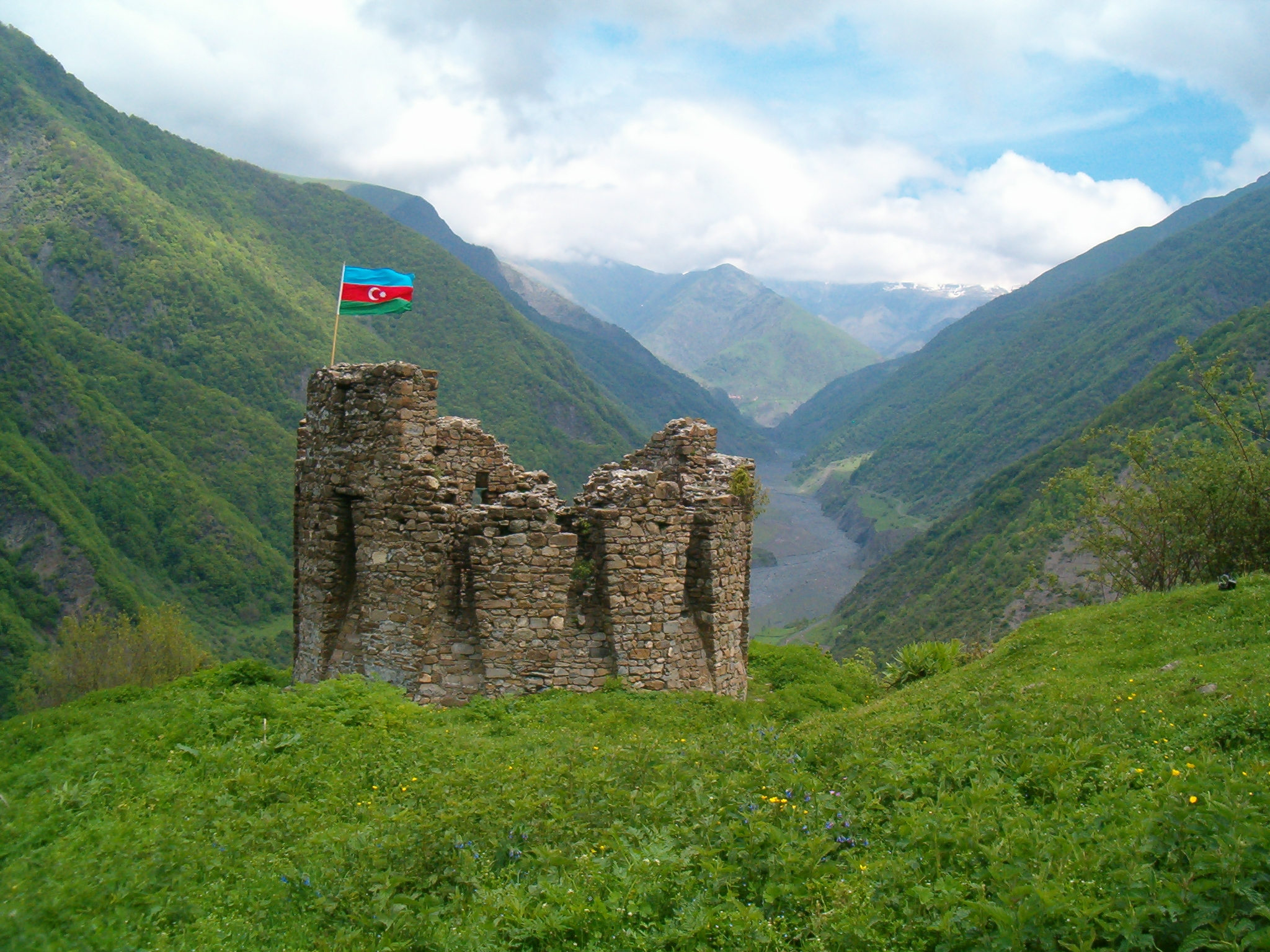
Галача и окружающие его леса
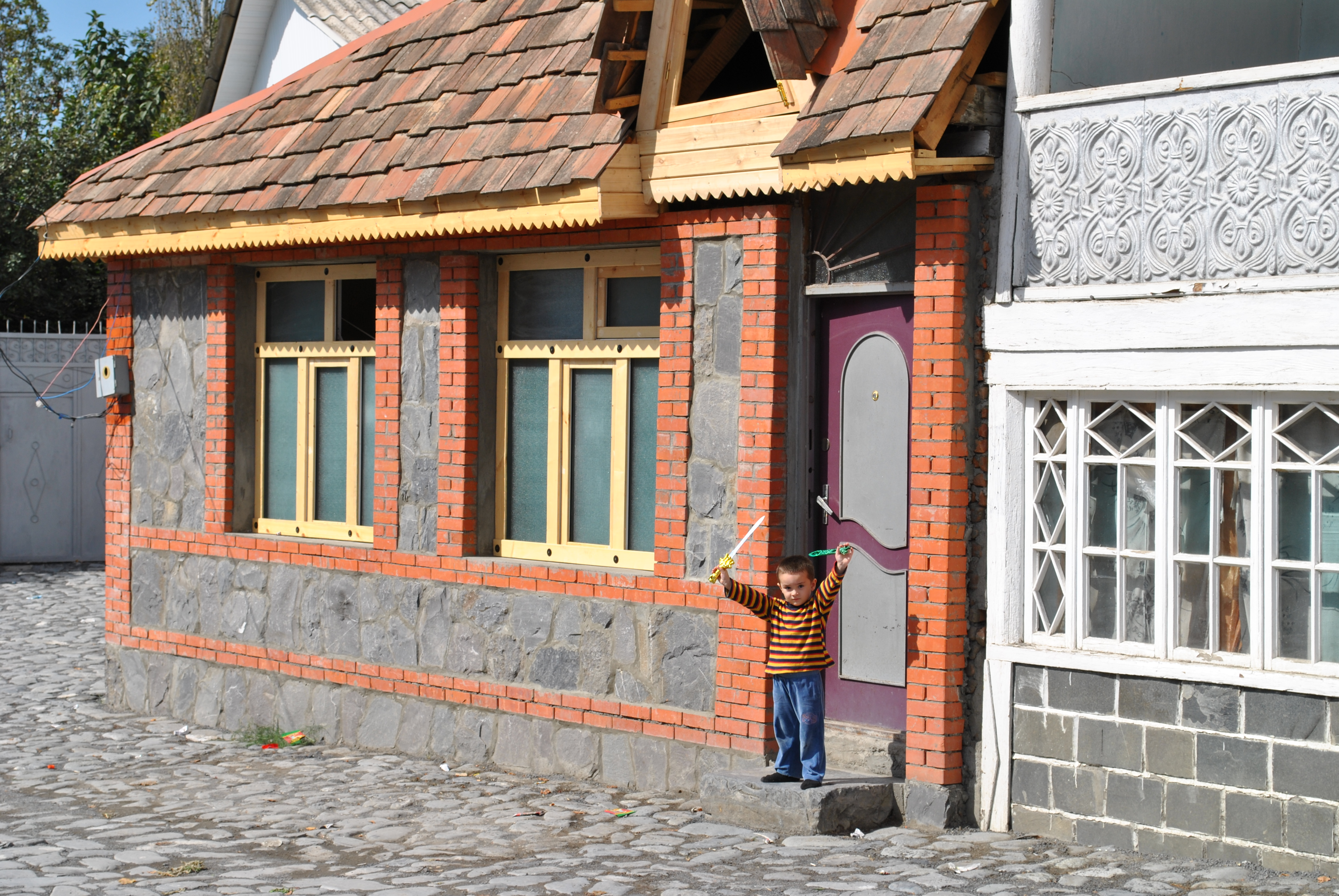
Старые дома в Гахе
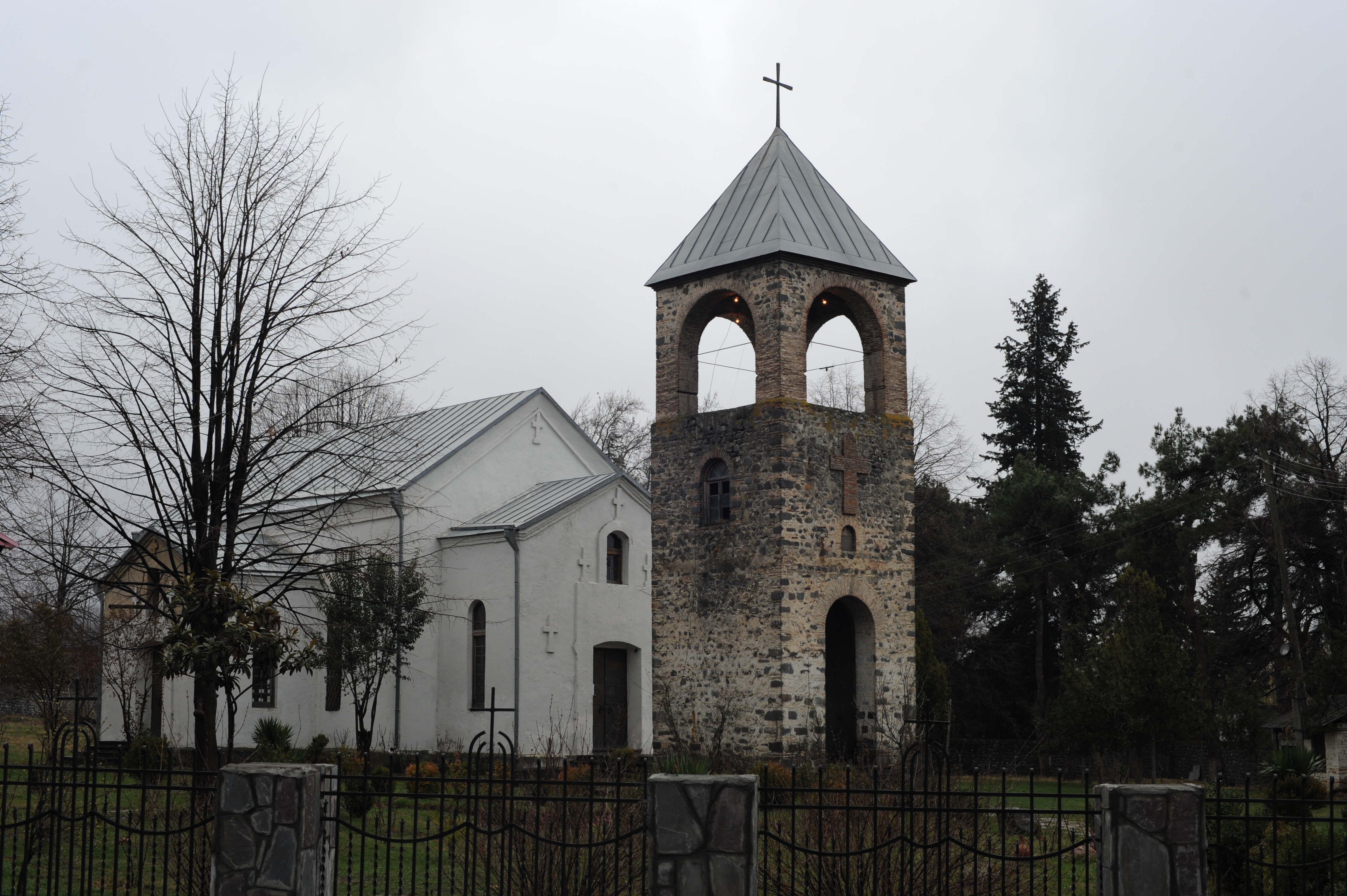
Грузинская церковь
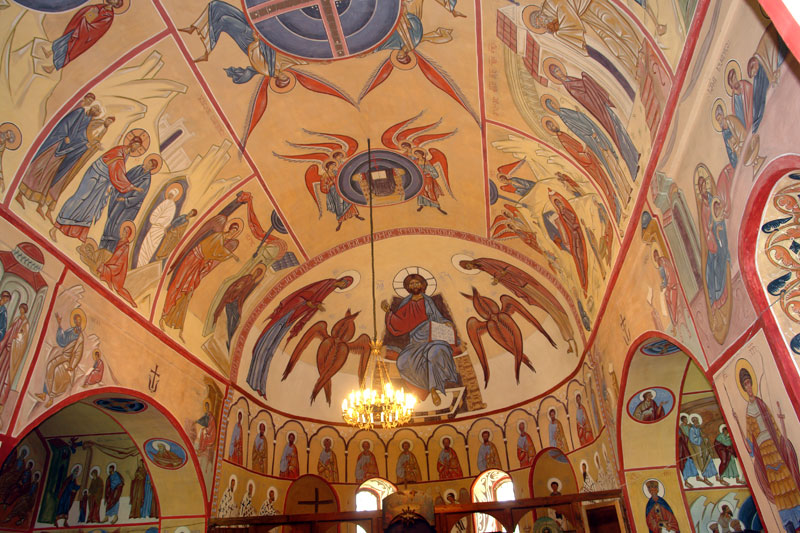
Церковь св. Георгия, интерьер
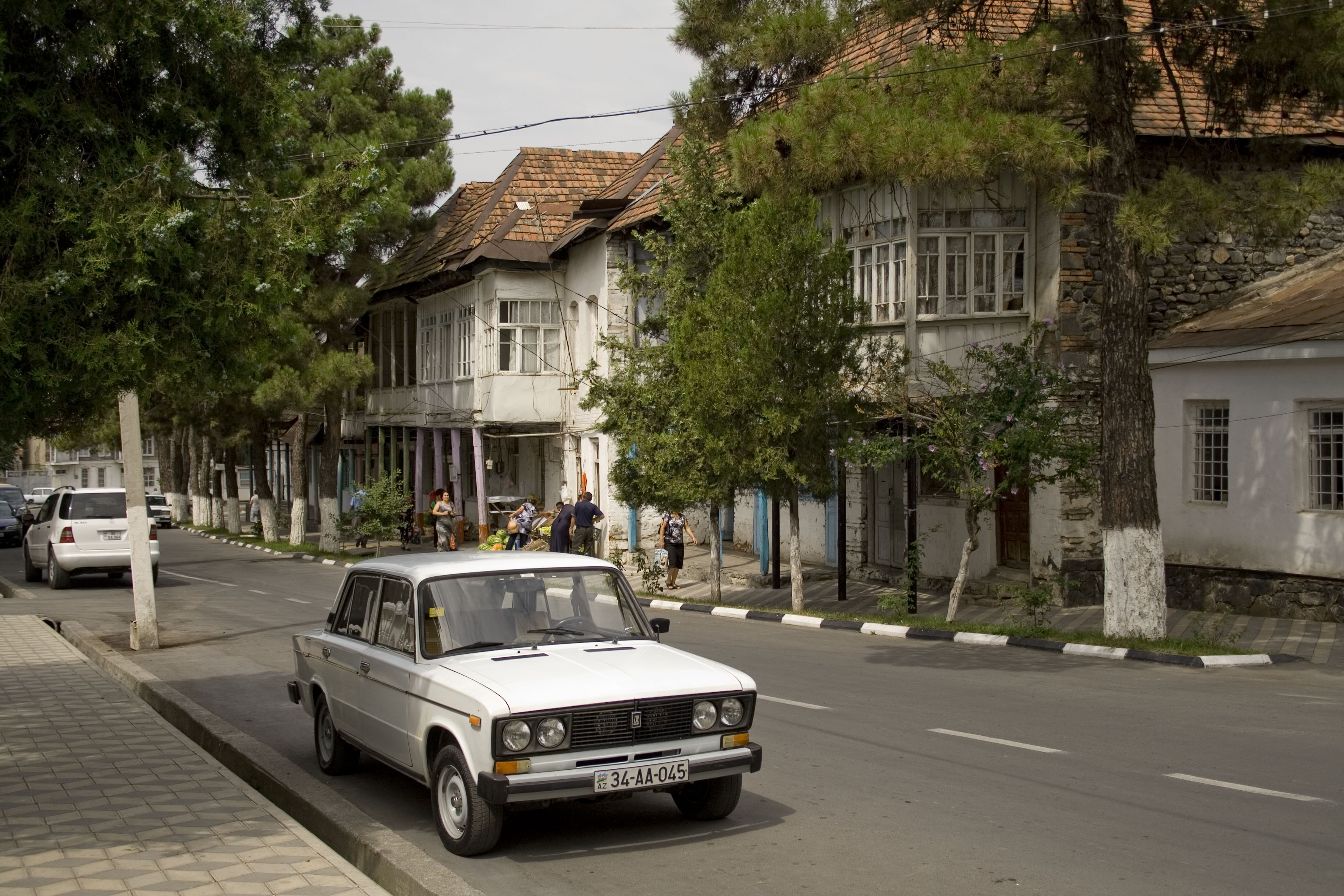
Главная улица Гаха
  - Сумугала
  - Галача и окружающие его леса
  - Старые дома в Гахе
  - Грузинская церковь
  - Церковь св. Георгия, интерьер
  - Главная улица Гаха

## Известные уроженцы
- Имам Дашдемир оглы Мустафаев — первый секретарь ЦК КП Азербайджанской ССР (1954—1959), министр сельского хозяйства Азербайджанской ССР (1947—1950).
- Эхтирам Даришов - азербайджанский боец смешанных единоборств. Двукратный чемпион мира, четырехкратный чемпион Европы, многократный победитель и призёр международных турниров по универсальному бою, панкратиону.